# Istanbul-Protokoll
Das Istanbul-Protokoll (kompletter Titel: Handbuch für die wirksame Untersuchung und Dokumentation von Folter und anderer grausamer, unmenschlicher oder entwürdigender Behandlung oder Strafe) ist der Standard der Vereinten Nationen für die Ausbildung in der Begutachtung von Personen, die den Vorwurf erheben, gefoltert oder misshandelt worden zu sein, für die Untersuchung von Fällen mutmaßlicher Folter und für die Meldung solcher Erkenntnisse an die Justiz und andere Ermittlungsbehörden.

## Erarbeitung des Protokolls
Die zu den Mitgliedsorganisationen des International Rehabilitation Council for Torture Victims (IRCT) zählende Stiftung für Menschenrechte in der Türkei (TIHV) ergriff im März 1996 die Initiative zu einer einheitlichen Richtlinie nach einem internationalen Symposium „Medizin und Menschenrechte“, das die türkische Ärztekammer in Adana veranstaltet hatte. An dem Protokoll arbeiteten 75 Ärzte, Psychotherapeuten, Rechtsanwälte und Menschenrechtler, die zusammen vierzig Organisationen aus fünfzehn verschiedenen Ländern repräsentierten. Im August 1999 übergaben sie der UN-Hochkommissarin für Menschenrechte, Mary Robinson, das fertig ausgearbeitete Istanbul-Protokoll. Zu den zahlreichen Autoren zählen u. a. amnesty international, Human Rights Watch, das Internationale Rote Kreuz, Physicians for Human Rights, das Lawyers Committee for Human Rights, das Behandlungszentrum für Folteropfer in Berlin sowie weitere Therapiezentren in Südafrika, Chile und den USA, verschiedene universitäre Institute, die türkische, dänische, britische, indische und deutsche Ärztekammer sowie der Weltärztebund, und nicht zuletzt das IRCT.

## Das Protokoll als Handbuch
Mitte 2004 wurde das Istanbul-Protokoll im Rahmen der UN’s Professional Training Series ‚UN Serie zu professionellem Training‘ im Büro des UN Hochkommissars für Menschenrechte als Handbuch zur effektiven Untersuchung veröffentlicht und ist mittlerweile in mehreren Sprachen verfügbar. Das Istanbul-Protokoll zeigt die aktuellen Möglichkeiten zum Nachweis von Folterspuren auf und unterscheidet dabei zwischen der Diagnostik körperlicher Symptome an Haut, Gesicht, Zähnen, Brust, Bauch, Muskulatur, Skelettsystem, Urogenitaltrakt und Nervensystem infolge unterschiedlicher Formen von Misshandlung und dem Nachweis ihrer seelischen Folgen.
Das Handbuch richtet sich vor allem an Anwälte und Mediziner, die auf der juristischen und der medizinischen Ebene den Nachweis von Folter führen wollen. Zusätzlich stellt das Handbuch eine Reihe von Standards zur Untersuchung von Folterfällen auf, so zum Beispiel mit Bezug auf die Gesprächsführung mit Überlebenden und Zeugen, die medizinische Berufsethik, die Auswahl von Untersuchern, zum Zeugenschutz, zum Umgang mit Täteraussagen und zur Einsetzung von Untersuchungskommissionen.
Das Handbuch geht speziell auf acht verschiedene Arten körperlicher Folter ein:
1. Schläge und andere Formen stumpfer Traumata
2. Schläge auf die Füße (Bastonade, türkisch: falaka)
3. Aufhängen
4. Weitere Folter durch Zwangsstellungen
5. Folter durch Elektroschocks
6. Folter an den Zähnen
7. Ersticken (Asphyxie)
8. Sexuelle Folter einschließlich Vergewaltigung[4]

## Umsetzung des Istanbul-Protokolls
Die internationale Menschenrechtsorganisation Physicians for Human Rights ‚Ärzte für Menschenrechte‘ hat im Jahr 2001 einen Leitfaden für die Begutachtung von Flüchtlingen auf der Basis des Istanbul-Protokolls erstellt. Die Organisation bietet auch ein Curriculum für Medizinstudenten zur Dokumentation von Folter und Misshandlung an.
Im Rahmen eines zweijährigen Pilotprojektes wurde das Istanbul-Protokoll zunächst in fünf Ländern implementiert: in Marokko, Mexiko, Georgien, Sri Lanka, und Uganda. Die TIHV hatte dafür ein Trainingsprogramm für medizinisches und juristisches Fachpersonal ausgearbeitet. Das Pilotprojekt erreichte insgesamt 244 Mitarbeiter des Gesundheitswesens und 123 Anwälte sowie Justizangestellte.
Fortgeführt wurde das Istanbul Protocol Implementation Programm (IPIP) zwischen 2005 und 2007 auch durch das “Prevention Through Documentation Project”, in das Länder wie Ägypten, Ecuador, Kenia, die Philippinen und Serbien involviert waren. Das niederländische Projekt “CAREFULL” beschäftigte sich mit der Anwendung des Protokolls in Asylverfahren. Es wurde initiiert von Amnesty International Niederlande, dem Dutch Council for Refugees und Pharos (Knowledge Centre on Refugees and Health) und entstand aus der Sorge, dass die Opfer von Folter und Misshandlungen aufgrund der in der gesamten EU immer strikter werdenden Asylrechtspraxis kein entsprechendes Gehör mehr finden. Das Behandlungszentrum für Folteropfer (BZFO) in Berlin hat Standards zur Begutachtung psychisch reaktiver Traumafolgen herausgegeben, die einen klaren Bezug zum Istanbul-Protokoll haben.

## Internationale Anerkennung des Protokolls
Nachdem das Istanbul-Protokoll der UN-Hochkommissarin für Menschenrechte am 6. August 1999 übergeben worden war, haben sowohl die UN-Generalversammlung als auch die UN-Menschenrechtskommission (seit 2006 ist dies der UN-Menschenrechtsrat) den Mitgliedsstaaten in der UN empfohlen, die Prinzipien als ein starkes Instrument im Kampf gegen Folter zu beachten. Ein entsprechender Beschluss der Vollversammlung wurde am 4. Dezember 2000 als Resolution A/RES/55/89 verabschiedet. Auf der 60. Sitzung verabschiedete die Menschenrechtskommission am 20. April 2000 die Resolution 2000/43, in der die Staaten zur Beachtung der Prinzipien des Istanbul-Protokolls aufgerufen wurden. Am 23. April 2003 hat die Menschenrechtskommission erneut eine Empfehlung ausgesprochen.
Neben den Vereinten Nationen haben auch regionale Organe die Umsetzung des Istanbul-Protokolls empfohlen. Dazu gehört die Afrikanische Kommission der Menschenrechte und der Rechte der Völker, die im Oktober 2002 eine entsprechende Resolution verabschiedete. In der Europäischen Union war es der Rat für Allgemeine Angelegenheiten und Außenbeziehungen, der 2001 „Richtlinien der EU Politik gegenüber Drittländern zu Folter und andere grausame, unmenschliche und erniedrigende Behandlung oder Strafe“ (“Guidelines to EU Policy towards Third Countries on Torture and Other Cruel, Inhuman or Degrading Treatment or Punishment”) verabschiedete. Diese Richtlinien wurden 2008 überarbeitet. Der deutsche Text verweist auf die Istanbul-Regeln (nicht Protokoll).